# Burg Betzenweiler
Die Burg Betzenweiler ist eine abgegangene Burg 4,5 km südwestlich von Uttenweiler, sog. Schlosshöfe bei der Kirche, bei der Gemeinde Betzenweiler im Landkreis Biberach in Baden-Württemberg.
Von der nicht genau lokalisierbaren Burganlage, die im Besitz der Herren von Hornstein und der Herren von Speth gewesen sein soll, ist nichts erhalten.